# خوزه لوئیس لوپس باسکس
خوزه لوئیس لوپس باسکِس (اسپانیایی: José Luis López Vázquez‎؛ ‏ ۱۱ مارس ۱۹۲۲ – ۲ نوامبر ۲۰۰۹) بازیگر، کارگردان و کمدین اهل اسپانیا بود. وی بین سال‌های ۱۹۴۶ تا ۲۰۰۹ میلادی فعالیت می‌کرد.
از فیلم‌هایی که وی در آن نقش داشته‌است، می‌توان به همگی به‌سوی زندان، سرکش، سه عضو صلیب سرخ، بسترهای بی‌بندوبار، بیمارستان مرکزی، سرقت در ساعت ۳، لا کابینا، کندو، جلاد، سفرهای من و عمه‌ام، باغ لذت‌ها، زنده‌باد عروس و داماد و شهر سوخته اشاره کرد.
وی همچنین برنده جوایزی همچون جایزه امی شده‌است.